# Daniel Coyle
Daniel Coyle, född 2 december 1994, är en irländsk ryttare.
Coyle ingick i det irländska hopplaget som vid OS 2024 placerade sig på en sjunde plats. I finalhoppningen gick ekipaget felfritt.